# فادت (آلاباما)
فادت (به انگلیسی: Fadette) یک منطقهٔ مسکونی در ایالات متحده آمریکا است که در شهرستان گنوا، آلاباما واقع شده‌است. فادت ۷۷٫۱۲ متر بالاتر از سطح دریا قرار دارد.